# Jean-Sylvain Emien Mambé

Wappen von Jean-Sylvain Emien Mambé

Jean-Sylvain Emien Mambé (* 16. September 1970 in Jacqueville) ist ein ivorischer Geistlicher, römisch-katholischer Erzbischof und Diplomat des Heiligen Stuhls.

## Leben
Jean-Sylvain Emien Mambé empfing am 14. Dezember 1997 das Sakrament der Priesterweihe für das Bistum Yopougon. Er wurde 2005 an der Päpstlichen Universität Urbaniana in Rom mit der Arbeit Le droit au service de la mission de l’Église („Das Recht im Dienst der Mission der Kirche“) im Fach Kanonisches Recht promoviert.
Am 1. Juli 2005 trat Jean-Sylvain Emien Mambé in den diplomatischen Dienst des Heiligen Stuhls ein. Nach der Ausbildung an der Päpstlichen Diplomatenakademie war er an den Nuntiaturen in Angola (2005–2008), Nigeria (2008–2011), Neuseeland (2011–2014), Spanien (2014–2017), Tschechien (2017–2020), Guinea und Mali (2020–2022) tätig. Am 1. Juli 2008 verlieh ihm Papst Benedikt XVI. den Ehrentitel Päpstlicher Ehrenkaplan und Papst Franziskus 2019 den Ehrentitel Päpstlicher Ehrenprälat.
Am 2. Februar 2022 ernannte ihn Papst Franziskus zum Titularerzbischof von Potentia in Piceno und zum Apostolischen Nuntius in Mali. Kardinalstaatssekretär Pietro Parolin spendete ihm am 7. Mai desselben Jahres in der Kathedrale St. Paul in Abidjan die Bischofsweihe; Mitkonsekratoren waren der Erzbischof von Abidjan, Jean-Pierre Kardinal Kutwa, und der Bischof von Yopougon, Salomon Lezoutié. Sein Wahlspruch Ministrare non ministrari („Dienen, nicht bedient werden“) stammt aus Mt 20,28 . Am 12. November 2022 ernannte ihn Papst Franziskus zusätzlich zum Apostolischen Nuntius in Guinea.

## Schriften
- Le droit au service de la mission de l’Église. Pontificia Universitas Urbaniana. Facultas Iuris Canonici, Rom 2005, OCLC 1203463409.